# Jaborá
Jaborá est une ville brésilienne de l'ouest de l'État de Santa Catarina.

## Géographie
Jaborá se situe par une latitude de 27° 10′ 33″ sud et par une longitude de 51° 44′ 01″ ouest, à une altitude de 674 mètres.
Sa population était de 4 041 habitants au recensement de 2010. La municipalité s'étend sur 191 km2.
Elle fait partie de la microrégion de Joaçaba, dans la mésorégion ouest de Santa Catarina.

## Villes voisines
Jaborá est voisine des municipalités (municípios) suivantes :
- Concórdia
- Irani
- Catanduvas
- Joaçaba
- Ouro
- Presidente Castelo Branco